# Озерный сельский округ (Жамбылский район)
Озерный сельский округ (каз. Озерное ауылдық округі) — административная единица в составе Жамбылского района Северо-Казахстанской области Казахстана. Административный центр — село Озерное.
Население — 1167 человек (2009, 1627 в 1999, 2280 в 1989).
В 2018 году было ликвидировано село Акбалык.

## Состав
В состав округа входят такие населенные пункты:
| Населенный пункт | Население, человек (1989) | Население, человек (1999) | Население, человек (2009) |
| ---------------- | ------------------------- | ------------------------- | ------------------------- |
| Акбалык, село    | 335                       | 257                       | 111                       |
| Бауманское, село | 261                       | 319                       | 291                       |
| Каракамыс, село  | 346                       | 226                       | 162                       |
| Озерное, село    | 1338                      | 825                       | 603                       |